# Maison De Graaf
Ne doit pas être confondu avec Maison de Graeff.
La maison De Graaf  (en néerlandais : Huis De Graaf) est un immeuble réalisé par l'architecte Jacques De Weerdt dans le style Art nouveau à Anvers en Belgique (région flamande).
La maison a été construite en 1906 pour Monsieur De Graaf. Elle est classée et reprise sur la liste des monuments historiques de Berchem depuis le 4 décembre 2003. 

## Situation
Cette maison se situe au no 17 de Schorpioenstraat, une artère résidentielle du quartier de Zurenborg à Berchem au sud-est d'Anvers.

## Description
Bâtie en 1906 par l'architecte Jacques De Weerdt dans le style Art nouveau floral, la façade compte trois niveaux (deux étages) régulièrement ornés de motifs végétaux. Le soubassement en pierre de taille est jalonné de lignes courbes s'immisçant autour des deux soupiraux oblongs. Le reste de la façade est réalisé en briques blanches interrompues par des bandeaux de briques foncées, de pierres calcaires ou blanches. Les impostes des baies du rez-de-chaussée sont ornées de vitraux bleutés aux formes circulaires et géométriques. La porte d'entrée en chêne comprend une partie évasée comblée par une ferronnerie aux foisonnants motifs floraux et végétaux. 
La façade marque une avancée concave au niveau du premier étage où se trouve une baie ouverte reposant sur deux consoles en pierre calcaire sculptée. Cette baie ouverte est précédée d'un balcon en fer forgé aux lignes courbes parsemées de feuilles et traversé par deux groupes de colonnettes en fonte qui vient soutenir une marquise en verres jaunes. 
Le dernier étage s'articule à l'intérieur d'une moulure formant un grand arc outrepassé servant dans sa partie supérieure de fronton circulaire. À l'intérieur de cet arc, les baies vitrées à meneaux sont précédées d'un autre balcon en fer forgé. Deux colonnes carrées coiffées de sculptures florales surmontent latéralement la façade.

## Source
- (nl) https://inventaris.onroerenderfgoed.be/erfgoedobjecten/7529